# 佐久間藤也
佐久間 藤也（さくま ふじや、1963年〈昭和38年〉3月19日 - ）は日本の栃木県芳賀郡益子町の益子焼の陶芸作家である。
益子で最初に濱田庄司と親しくなり、「民芸の町・益子」を築くきっかけを作った益子焼の陶芸家・佐久間藤太郎の孫であり、「佐久間藤太郎窯」の4代目当主である。

## 来歴
1963年（昭和38年）3月19日、「佐久間藤太郎窯」3代目当主である佐久間賢司の長男として益子町に生まれる。
「佐久間藤太郎窯：佐久間窯」は曽祖父であり初代である福次郎の代からの窯元だったので、子どもの頃から土をいじり陶器を作る環境に接していた。祖父・藤太郎は、孫の藤也が猫や犬などの陶器を作って持っていくとお小遣いをくれた。それが嬉しくて子どもの時から色んな陶器を作っていた。
名古屋芸術大学に入学し、美術を専攻したが、陶芸の道へ進むかどうかはまだ迷っていた。
佐久間藤太郎の長男・孝雄はアメリカで陶芸の教職に就きとなり定住してしまい、代わりに四男であり藤也の父親であった賢司が佐久間窯を継いでいたが、大学4年生になった年の1984年（昭和59年）7月17日、父・賢司が48歳の若さで急逝してしまう。
こうして藤也が佐久間窯を継ぐことになった。
1985年（昭和60年）3月、名古屋芸術大学美術学部を卒業した後、「栃木県窯業指導所（現・「栃木県産業技術センター 窯業技術支援センター」）に入所。そして翌1986年（昭和61年）、指導所を修了した後、佐久間藤太郎窯での修行に入った。
祖父・藤太郎の「藤」の字を名前に入れてもらったのが自分だけだったため、窯を継ぐことになった時にはそれなりに意気込んでいた。しかし、藤也本人は指導所で轆轤の訓練をみっちりしてきたと思っていたら、長年、佐久間窯で勤め上げた職人には認めて貰えず「作り直し」を命じられてしまった。それから、毎日轆轤と向き合い、1日に400個もの湯呑みを挽く日々が続いた。
また、藤太郎窯の代名詞である藤太郎が創案した「茄子皿」を初めとした「藤太郎窯の窯もの」が以前のように焼くことが出来なかった。それは土や釉薬などの原材料が以前と同じでも、佐久間窯で使われていた釉薬の配合の仕方を父・賢司から直接伝授される事が無かったし、しかも書き残した覚え書きも一切無く、配合の仕方も職人曰わく「柄杓で何杯」という大ざっぱなものであった。まさにゼロからではなく、マイナスからのスタートであった。そのため独立した職人にも聞き取りをし、釉薬の調合と窯の焼成をいろいろと模索しながら繰り返し、現在では「茄子皿」が「藤太郎窯の定番もの」として認められるようになっている。
そして国展に出品し様々な賞を受賞し、2005年（平成17年）4月には国展工芸部最高賞である国画賞を受賞した。そして国画会準会員となった後に会員となり、益子焼協同組合理事長に就任。
2011年（平成23年）3月11日に発生した東日本大震災では、1955年（昭和30年）に祖父・藤太郎が築いた登り窯を始めとした佐久間窯にあった様々な窯が激しく破損してしまう。それでも被災地に益子焼の食器セットを送る協同組合の事業に尽力した。
「佐久間藤太郎窯」4代目として、取引先への品物を製作しながら、自身の個展への独創性のある作品を制作しながら、自然の原料を用いた釉薬の調節を試みながら、少しでも祖父・佐久間藤太郎の釉薬使いに近づくべく作陶活動を行っている。

## 弟子
- 金溶萬[12]